# Nagyszékely
Nagyszékely is een plaats (község) en gemeente in het Hongaarse comitaat Tolna. Nagyszékely telt 900 inwoners.